# 张贾龙
张贾龙（1988年5月22日—），贵州省贵阳市人，前腾讯财经频道编辑，是活跃的推特用户和博客作者，曾报道过艾未未工作室被强拆的新闻，并曾关注和报道过赵连海等维权者。

## 生平
2011年4月，因在twitter发表一条“今天在出租车上听司机说五一期间三分之二的北京出租车司机将举行罢工”的推文，张贾龙被北京市公安局传唤24小时并抄家。随后因“在境外网站推特发布虚假信息并被转发37次，扰乱社会秩序”，张贾龙被处以10日行政拘留。此事被北京市公安局公交总队刑侦支队案件侦查中队列为“重、特大敏感性案件”。张贾龙被北京警方称为“在互联网上鼓吹罢工”“企图制造事端，妨害首都公交治安秩序的危险分子”。
2014年2月15日，美国国务卿约翰·克里在北京会晤应美国驻华大使馆邀请的四名中国博客作者谈论互联网自由，张贾龙为其中之一。张贾龙呼吁美国政府帮助渴望自由的中国人拆除防火长城，并谴责美国公司帮助中国当局限制互联网自由。张贾龙还表示，他很担心那些良心犯，特别是人权活动人士许志永和作家、活动人士刘晓波，想要知道克里是否会探访刘晓波的妻子刘霞，并称刘霞健康状况不佳。克里没有直接回应，但表示他在北京只待一天半的时间。中共党媒《环球时报》称，此次会晤为“好萌的表演”。
2014年2月19日，张贾龙在《外交政策》上发表文章“我想告诉克里的所有事”，阐述了他对于这次会议的想法，他呼吁美国拒绝给中国负责防火长城的相关人员发放签证，包括北京邮电大学校长兼防火长城创建人之一方滨兴。
2014年5月23日，张贾龙因“泄露商业秘密等敏感信息行为”被腾讯解除劳动合同，张贾龙认为真实原因是由于与克里的会谈。张贾龙经常在网上公布中共中央宣传部的指令。2014年5月30日，美國國務院表示，美方對於一名民間企業員工會因為表達自己的看法而被解雇感到非常憂心不安。
2019年8月12日晚9点前后，张贾龙被辖区派出所和维稳部门从家中带走，随后被以涉嫌寻衅滋事罪刑事拘留，关押在贵阳市南明区看守所。9月13日，张贾龙遭正式批捕。2021年2月11日，张贾龙刑满释放。